# 少女は異世界で戦った
『少女は異世界で戦った』（しょうじょはいせかいでたたかった）は、2014年9月27日に公開された日本映画。少女は異世界で戦った製作委員会の製作、配給はMAMEZO PICTURESが担った。カラー/シネマスコープ/デジタル 5.1ch。上映時間は97分。インターナショナルタイトルは『DANGER DOLLS』。

## 概要
2024年、核も銃も存在しないパラレルワールドの近未来の日本を舞台に、4人の少女たちが剣と生身で死闘を繰り広げるアクション映画。『ガメラ』シリーズ平成三部作や『デスノート』などで知られる映画監督の金子修介による原案を、小説家としてジュヴナイル小説ブームを牽引し、幅広いジャンルの作品で脚本を手がける小林弘利と白土勉で脚本化。「えっちゃん（志穂美悦子）の遺伝子を探せ」という触れ込みのもと、新体操の全日本チャンピオンという経歴を持つ元スーパーアスリートにして『ジェリー・フィッシュ』で女優デビューした花井瑠美、クレディセゾンの頭突き瓦割りのCMで脚光を浴びている『ハイキック・ガール!』『リュウグウノツカイ』の武田梨奈、園子温監督の『TOKYO TRIBE』でヒロイン役に大抜擢されてアクションで話題沸騰中の清野菜名、元AKB48の初代メンバーで金子の『生贄のジレンマ』で芸能界へ復帰した加弥乃の新人女優4人が本格的にアクションができる女優として抜擢され、スタント無しのアクションを競演した。
パラレルワールドの近未来の日本で美少女戦士として死闘を繰り広げる4人は、もう1つの世界＝現実世界（核や銃もある世界）ではi.Dolls（アイドールズ）というユニットを組んでいるアイドルであるという設定。i.Dollsの歌う「ウィークエンドは殺しのアイドル」の作詞には金子も参加している。また、戦士のミニスカ衣装も金子によるデザインであると、記者会見時に4人の前で明かされた。
往年のジュヴナイルSFを彷彿とさせる本作には、3.11以降の国や電力会社への静かな怒りや「アイドルとはなにか」「何と戦うのか」という2014年の日本ならではのテーマも盛り込まれており、現代日本に送る金子のメッセージでもある。

## キャスト
- アリサ：花井瑠美[6]
- レイ：武田梨奈[7]
- ミキ ：加弥乃[8]
- マリ：清野菜名
- 柳生太一郎：岡田浩暉
- 豪徳寺：金子昇
- ナレーション：田口トモロヲ
- 小山田将、三田真央、ハヤテ、波岡一喜、戸塚純貴
- 巫女：紗倉まな

## スタッフ
- 監督・原案：金子修介
- 脚本：小林弘利、白土勉
- エグゼクティブプロデューサー：久保直樹、小澤俊晴
- プロデューサー：Art Birzneck、山下葉子、岡崎光洋
- ラインプロデューサー：森満康巳
- 撮影：釘宮慎治
- 照明：杉本周士
- 録音：三澤武徳
- 美術：高橋俊秋
- 視覚効果：松本肇
- アクション監督：根本太樹
- コスチューム製作：石渡美穂
- スタイリスト：小海綾美
- ヘアメイク：富田貴代、東村忠明
- 編集：藤田真一
- 音楽：MOKU
- 助監督：村上秀晃
- 製作担当：高田聡

## 映画祭出品歴

### 日本国内
- ゆうばり国際ファンタスティック映画祭 2014 正式招待作品

### 海外
- ヌーシャテル国際ファンタスティック映画祭 （Neuchâtel International Fantastic Film Festival） オフィシャルセレクション
- ダラス・アジアン映画祭 （Asian Film Festival of Dallas） 2014年 オフィシャルコンペティション
- フィナーレリグレ・オーバールック映画祭2014年特別招待作品
- ロッテルダム・カメラジャパンフェスティバル映画祭 （Camera Japan Festival） 2014年 正式招待作品

## 備考
- 金子が描く4人の少年、少女たちを主人公にした作品としては『1999年の夏休み』がある。
- 本作の製作を手がけたMAMEZO PICTURESは、国際的なマーケットを視野に入れた斬新な企画を提案する製作会社で、『少女は異世界で戦った』がその第一回作品。ラスヴェガスに本拠地を置くバーチツリー・エンターテインメントをパートナーに迎え、初期段階からグローバルな視点で企画開発を行った。2014年のカンヌ映画国際映画祭見本市(マルシェ・デュ・フィルム)では、アメリカはもちろん、イギリス、中国、韓国、アラブ首長国連邦等とのディールが相次ぎ、“Danger Dolls”の英語タイトルでのリリースが各国ですでに決定している。
- MAMEZO PICTURESには、映画会社としては初の企業ゆるキャラ「マメゾウくん」が存在する。